# 3028 Zhangguoxi
3028 Zhangguoxi (1978 TA2) là một tiểu hành tinh vành đai chính được phát hiện ngày 9 tháng 10 năm 1978 bởi Đài thiên văn Tử Kim Sơn ở Nanking.